# 瓦納庫內山 (基亞卡區)
14°34′01″S 69°20′18″W / 14.56694°S 69.33833°W
瓦納庫內山（Wanakuni），是秘魯的山峰，位於該國東南部普諾大區，由桑迪亞省的基亞卡區負責管轄，屬於安地斯山脈的一部分，海拔高度4,600米。